# 直川站
直川站（日语：／ Naokawa eki */?）是位於大分縣佐伯市，屬九州旅客鐵道（JR九州）的日豐本線車站。現時為無人車站，並只提供每3來回的班次。

## 車站構造
採用簡易車站模式，原設有站房，但是已在2003年12月拆卸。舊站房拆卸後，在原址興建了一座男、女及傷殘人士獨立式洗手間一座。而洗手間玄關位的柱上放置了兩隻巨形的獨角仙，獨角仙是未合併前的直川村代表昆蟲，月台上的看站牌中的圖案也是用上了獨角仙。
車站入口即為行人天橋入口，可直接到達月台。

### 舊站房
設有木所搭成的單層站房一座。

### 月台
設有島式月台一座，設有木、鐵板及玻璃窗所建成的蓋候車室一座，內設有候車座椅及車站資訊。
在現時的時間表安排下，特急「日輪」多會在此站進行列車交會。
1號月台對出設有側線，可由川原木信號場一方的轉轍器駛入，側線可用作停泊維護路軌車輛。而2號軌道向直見方則連接至安全側線。
| 月台 | 路線      | 上下行 | 方向           |
| ---- | --------- | ------ | -------------- |
| 1    | ■日豐本線 | 上行   | 重岡、延岡方向 |
| 2    | ■日豐本線 | 下行   | 佐伯、大分方向 |

## 歷史
- 1920年11月20日：鐵道省豐州本線伸延至此，以神原站（ごうのはるえき）開站[4][1]。
- 1922年3月26日：鐵道省豐州本線由本站伸延至重岡站[5]。
- 1961年3月20日：車站改名為直川駅[1]。
- 1984年11月1日：成為無人車站[6]。
- 1987年4月1日：隨國鐵分割民營化，車站由九州旅客鐵道（JR九州）營運。
- 2017年：

- 9月19日：因颱風泰利的影響，使路線在9月17日起暫停營運，臼杵站至延岡站之間不通，佐伯站至延岡站之間開設代行巴士。
- 9月25日：佐伯站至市棚站之間重開，代行巴士停止運行。

## 使用狀況
在2015年度，1日平均乘車人次為15人：
| 乘車人員變遷 | 乘車人員變遷 |
| 年度         | 1日平均人次  |
| ------------ | ------------ |
| 2000         | 41           |
| 2001         | 45           |
| 2002         | 56           |
| 2003         | 45           |
| 2004         | 34           |
| 2005         | 34           |
| 2006         | 23           |
| 2007         | 27           |
| 2008         | 24           |
| 2009         | 26           |
| 2010         | 23           |
| 2011         | 20           |
| 2012         | 14           |
| 2013         | 17           |
| 2014         | 17           |
| 2015         | 15           |

## 車站周邊
- 佐伯市直川振興局廳舍（前・直川村（日语：直川村 (大分県)）公所）
- 佐伯豐南農協直川分店
- 直川郵局
- 佐伯市直川體育館
- 直川地區公民館
- 佐伯市立直川中學
- 佐伯市立直川小學
- 佐伯市立直川幼稚園
- 佐伯市立直川保育所
- 日本最好的甲蟲紀念碑（全長6.5m）[1]
- 直川Marugoto市場（特產品販賣處）
- 國道10號
- 綠色公園直川
- 體驗公園龜之甲直川
- 直川憩之森公園營地
- 礦泉中心直川（泉源100%）
- 直川診所

## 相鄰車站
九州旅客鐵道
■日豐本線
直見－直川－（川原木信號場）－重岡

## 注腳
1. 1 2 3 4 5  . 週刊朝日百科. 44号 宮崎駅・都城駅・志布志駅ほか80駅. 朝日新聞出版. 2013-06-23: 21.
2. ↑  的公廁竣工後，特設置了刻上完工年月日的紀念牌匾。
3. ↑  .   [2022-04-05]. （原始内容存档于2022-04-03）.
4. ↑  日本《官報》第2488號「鉄道省告示第119号」，大藏省印刷局：1920年11月16日，第359-360頁。
5. ↑  日本《官報》第2889號「鉄道省告示第29号」，內閣印刷局：1922年3月23日，第535頁。
6. ↑  . 大分合同新聞（晨報） (大分合同新聞社). 1984-09-04: 15.
7. ↑  台風第１８号による被害状況について（第1報）PDF- 國土交通省災害情報（截至2017年9月18日10:00）（2017年9月18日發表，9月19日參閲。）
8. ↑  . 大分合同新聞. 2017-09-19: 11（晚報）.
9. ↑  【9 月 25 日（月）以降の運転計画】日豊本線・豊肥本線の運転計画について（お知らせ)- 九州旅客鐵道（2017年9月25日發表，同日參閲。同日原始PDF存檔）
10. ↑  大分縣統計年鑑

## 外部連結
- JR九州直川站 （页面存档备份，存于）